# Landshövding

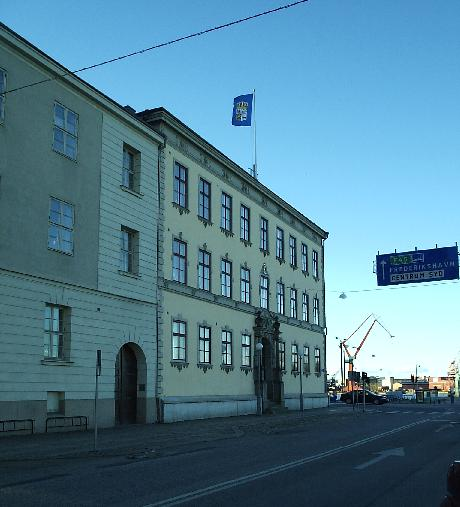
Amtssitz des Landshövding in Göteborg

Landshövding (schwedisch, wörtlich Landeshäuptling; finnisch maaherra, wörtlich Landesherr) bezeichnet in Schweden und in Finnland, wo Schwedisch ebenfalls Amtssprache ist, den Regierungschef der Provinzialregierung (schwedisch länsstyrelsen), in einer der 21 schwedischen Län sowie in den sechs finnischen Läänit.
Das Amt wurde 1634 eingeführt, als Schweden in feste Provinzen eingeteilt wurde. Der landshövding war traditionsgemäß der persönliche Stellvertreter des Königs in der Provinz. Vergleichbare Ämter gibt es in Dänemark mit dem statsamtmand und in Norwegen mit dem fylkesmann. Seit 1918 gibt es einen landshövding auf Åland, der autonomen Provinz Finnlands.
Heute sind die Aufgaben des landshövdings mehr repräsentativer Art und bestehen darin, die wirtschaftlichen und kulturellen Interessen der Provinz zu vertreten. Das Amt ist ein Vertrauensauftrag und wird oft als Rückzugsposten an verdiente Politiker von der Regierung vergeben. Die Amtszeit beträgt sechs Jahre. Im Jahr 2008 waren beispielsweise  Per Unckel (ehemaliger Ausbildungsminister) landshövding in Stockholms län, Anders Björck (ehemaliger Verteidigungsminister) in Uppsala län und Lars Engqvist (ehemaliger Sozialminister) in Jönköpings län.